# Populus heterophylla
Populus heterophylla é uma espécie de árvore do gênero Populus, pertencente à família Salicaceae. É nativa do sudeste da América do Norte.